# St. Patrick’s Athletic F.C. w europejskich pucharach
Występy w europejskich pucharach irlandzkiego klubu piłkarskiego St. Patrick’s Athletic.
Legenda do wszystkich tabel:
- Q – runda eliminacyjna, 1/16, 1/8, 1/4, 1/2 – odpowiednia faza rozgrywek, Grupa – runda grupowa, 1r gr – pierwsza runda grupowa, 2r gr – druga runda grupowa, F – finał, R – runda, PO – play-off
- k. – rzuty karne, los. – losowanie, Dogr. – dogrywka, w. – zasada bramek strzelonych na wyjeździe

## Wykaz spotkań pucharowych

### 1961–2000
| Sezon   | Rozgrywki                 | Runda | Klub                 | Dom | Wyjazd | Ogólnie |
| ------- | ------------------------- | ----- | -------------------- | --- | ------ | ------- |
| 1961/62 | Puchar Zdobywców Pucharów | Q     | Dunfermline Athletic | 0–4 | 1–4    | 1–8     |
| 1967/68 | Puchar Miast Targowych    | 1R    | Girondins Bordeaux   | 1–3 | 3–6    | 4–9     |
| 1988/89 | Puchar UEFA               | 1R    | Hearts               | 0–2 | 0–2    | 0–4     |
| 1990/91 | Puchar Europy             | 1R    | Dinamo Bukareszt     | 1–1 | 0–4    | 1–5     |
| 1996/97 | Puchar UEFA               | Q     | Slovan Bratysława    | 3–4 | 0–1    | 3–5     |
| 1998/99 | Liga Mistrzów             | 1Q    | Celtic F.C.          | 0–2 | 0–0    | 0–2     |
| 1999/00 | Liga Mistrzów             | 1Q    | Zimbru Kiszyniów     | 0–5 | 0–5    | 0–10    |

### 2001–2020
| Sezon   | Rozgrywki        | Runda | Klub                | Dom | Wyjazd | Ogólnie        |
| ------- | ---------------- | ----- | ------------------- | --- | ------ | -------------- |
| 2002    | Puchar Intertoto | 1R    | HNK Rijeka          | 1–0 | 2–3    | 3–3, w.        |
| 2002    | Puchar Intertoto | 2R    | KAA Gent            | 3–1 | 0–2    | 3–3, w.        |
| 2007/08 | Puchar UEFA      | 1Q    | Odense BK           | 0–0 | 0–5    | 0–5            |
| 2008/09 | Puchar UEFA      | 1Q    | JFK Olimps          | 2–0 | 1–0    | 3–0            |
| 2008/09 | Puchar UEFA      | 2Q    | Elfsborg            | 2–1 | 2–2    | 4–3            |
| 2008/09 | Puchar UEFA      | 1R    | Hertha BSC          | 0–0 | 0–2    | 0–2            |
| 2009/10 | Liga Europy      | 2Q    | Valletta            | 1–1 | 1–0    | 2–1            |
| 2009/10 | Liga Europy      | 3Q    | Krylja Sowietow     | 1–0 | 2–3    | 3–3, w.        |
| 2009/10 | Liga Europy      | PO    | Steaua Bukareszt    | 1–2 | 0–3    | 1–5            |
| 2011/12 | Liga Europy      | 1Q    | Vestmannaeyja       | 2–0 | 0–1    | 2–1            |
| 2011/12 | Liga Europy      | 2Q    | Szachtior Karaganda | 2–0 | 1–2    | 3–2            |
| 2011/12 | Liga Europy      | 3Q    | Karpaty Lwów        | 1–3 | 0–2    | 1–5            |
| 2012/13 | Liga Europy      | 1Q    | Vestmannaeyja       | 1–0 | 1–2    | 2–2, Dogr., w. |
| 2012/13 | Liga Europy      | 2Q    | Siroki Brijeg       | 2–1 | 1–1    | 3–2, Dogr.     |
| 2012/13 | Liga Europy      | 3Q    | Hannover 96         | 0–2 | 0–3    | 0–5            |
| 2013/14 | Liga Europy      | 1Q    | Žalgiris            | 1–2 | 2–2    | 3–4            |
| 2014/15 | Liga Mistrzów    | 2Q    | Legia Warszawa      | 1–1 | 0–5    | 1–6            |
| 2015/16 | Liga Europy      | 1Q    | Skonto Ryga         | 0–2 | 1–2    | 1–4            |
| 2016/17 | Liga Europy      | 1Q    | Jeunesse Esch       | 1–0 | 1–2    | 2–2, w.        |
| 2016/17 | Liga Europy      | 2Q    | Dynama Mińsk        | 0–1 | 1–1    | 1–2            |
| 2019/20 | Liga Europy      | 1Q    | IFK Norrköping      | 0–2 | 1–2    | 1–4            |

### 2021–
| Sezon   | Rozgrywki               | Runda | Klub                | Dom | Wyjazd | Ogólnie     |
| ------- | ----------------------- | ----- | ------------------- | --- | ------ | ----------- |
| 2022/23 | Liga Konferencji Europy | 2Q    | NŠ Mura             | 1–1 | 0–0    | 1–1, k: 6–5 |
| 2022/23 | Liga Konferencji Europy | 3Q    | CSKA Sofia          | 0–2 | 1–0    | 1–2         |
| 2023/24 | Liga Konferencji Europy | 1Q    | F91 Dudelange       | 2–3 | 1–2    | 3–5         |
| 2024/25 | Liga Konferencji        | 2Q    | FC Vaduz            | 3–1 | 2–2    | 5–3         |
| 2024/25 | Liga Konferencji        | 3Q    | Sabah Baku          | 1–0 | 1–0    | 2–0         |
| 2024/25 | Liga Konferencji        | PO    | İstanbul Başakşehir | 0–0 | 0–2    | 0–2         |
| 2025/26 | Liga Konferencji        | 1Q    | FC Hegelmann        | 1–0 | 2–0    | 3–0         |
| 2025/26 | Liga Konferencji        | 2Q    | Nõmme Kalju         | 1–0 | 2–2    | 3–2, Dogr.  |
| 2025/26 | Liga Konferencji        | 3Q    | Beşiktaş            | 1–4 | 2–3    | 3–7         |